# 以眼還眼 (泰國電視劇)
《以眼還眼》，為泰國GMM 25與LINE TV於2021年5月17日起播出的情節電視劇，由Aom及Krist主演。
此劇由GMMTV製作，在2020年12月GMMTV的「The New Decade Begins」活動上公開先導預告片。其後，此劇於2021年5月在GMM 25電視台及LINE TV首播，同年7月終映。

## 劇情簡介
此劇講述一段三角戀與家庭中的權力鬥爭和復仇的故事。JPB集團董事長Tanapop在一次飛機失事中失去了家人和集團董事長的職位，但他的大女兒Metinee奇蹟地倖免於難。Tanapop的後妻兼前任秘書Getsara在之後晉升為該公司的新董事長，令Metinee感到不滿，因為她認為飛機失事是Getsara謀殺父親的計劃。Metinee希望能與她的兄弟Wayu和Kampanart找出他們父親去世的真相。但是，兩兄弟並不相信Getsara有計劃謀殺父親，尤其是Wayu，而且Wayu對Getsara的感覺超出了繼母和兒子之間的愛。Wayu決定留在泰國，以找出事故的真相。
在Tanapop去世不久後，Getsara的前男友Passon再次與Getsara接觸，並提起了兩人之間的承諾。但是，Getsara已經對他沒有感覺，並試圖遠離他。因此，Passon接近Metinee，以挑起他們家庭和JPB集團的衝突。他還派外甥女Nuengjai擔任Wayu的秘書，以獲取有關該公司的內部信息。 Passon發現了Getsara和Wayu發展了禁忌的愛情，並試圖令Wayu從Getsara的生命中消失。 

## 演員陣容
註：括號內的演員姓名為小名。

### 主要人物
- 琵亞達·阿卡拉塞尼（Aom）飾演 Getsara

JPB集團董事長Tanapop的第二任妻子。
- 皮拉瓦·山坡提拉（Krist）飾演 Wayu

Tanapop的兒子，Getsara的繼子。

### 其他人物
- 永瓦蕾·安尼柏爾（Fah）飾演 Nuengjai

Passon的外甥女，Wayu的秘書。
- 阿萍雅·薩庫爾加倫蘇（Saiparn）飾演 Metinee

Tanapop的大女兒。
- 吉拉迪·塔瓦翁（Mek）飾演 Kampanart

Tanapop的兒子，Getsara的繼子。
- 歐帕瓦·吉沙晚迪（Ohm）飾演 Nawa

與老師有一段師生戀的學生。
- 杰森·楊（英语：Jason Young (actor)） 飾演 Passon

Nuengjai的舅舅，Getsara以前的情人。
- 萍彤·瓦诗娜格（Dao）飾演 Roong

## 劇集迴響

### 泰國電視收視
- 收視最低的集數以藍色表示，收視最高的集數以紅色表示，而空格則表示該集的收視沒有相關數據。

| 集數 No.   | 播放日期      | 播放時段 (UTC+07:00) | 平均收視率 | 來源   |
| ---------- | ------------- | -------------------- | ---------- | ------ |
| 1          | 2021年5月17日 | 星期一 20:30         | 0.231      | [ 6 ]  |
| 2          | 2021年5月18日 | 星期二 20:30         | 0.164      | [ 7 ]  |
| 3          | 2021年5月24日 | 星期一 20:30         | 0.150      | [ 8 ]  |
| 4          | 2021年5月25日 | 星期二 20:30         | 0.149      | [ 9 ]  |
| 5          | 2021年5月31日 | 星期一 20:30         | 0.105      | [ 10 ] |
| 6          | 2021年6月1日  | 星期二 20:30         | 0.132      | [ 11 ] |
| 7          | 2021年6月7日  | 星期一 20:30         | 0.153      | [ 12 ] |
| 8          | 2021年6月8日  | 星期二 20:30         | 0.100      | [ 13 ] |
| 9          | 2021年6月14日 | 星期一 20:30         | 0.156      | [ 14 ] |
| 10         | 2021年6月15日 | 星期二 20:30         | 0.237      | [ 15 ] |
| 11         | 2021年6月21日 | 星期一 20:30         | 0.149      | [ 16 ] |
| 12         | 2021年6月22日 | 星期二 20:30         | 0.180      | [ 17 ] |
| 13         | 2021年6月28日 | 星期一 20:30         | 0.132      | [ 18 ] |
| 14         | 2021年6月29日 | 星期二 20:30         | 0.208      | [ 19 ] |
| 15         | 2021年7月5日  | 星期一 20:30         | 0.127      | [ 20 ] |
| 16         | 2021年7月6日  | 星期二 20:30         | 0.259      | [ 21 ] |
| 17         | 2021年7月12日 | 星期一 20:30         | 0.267      | [ 22 ] |
| 18         | 2021年7月13日 | 星期二 20:30         | 0.344      | [ 23 ] |
| 平均收視率 | 平均收視率    | 平均收視率           | 0.180      | 1      |

^1  基於每集的平均觀眾份額。

## 外部連結
- GMM25 官方網站 （页面存档备份，存于）（泰文）
- GMMTV 官方網站（泰文）
- YouTube上的《以眼還眼》播放列表
- MyDramaList 劇集介紹及劇評 （页面存档备份，存于）（英文）
- 豆瓣电影上《以眼還眼》的資料 （简体中文）